# Klocki

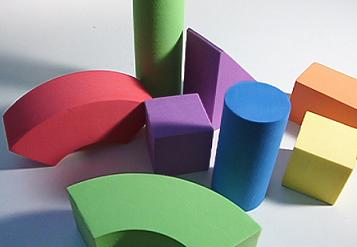
Klocki drewniane

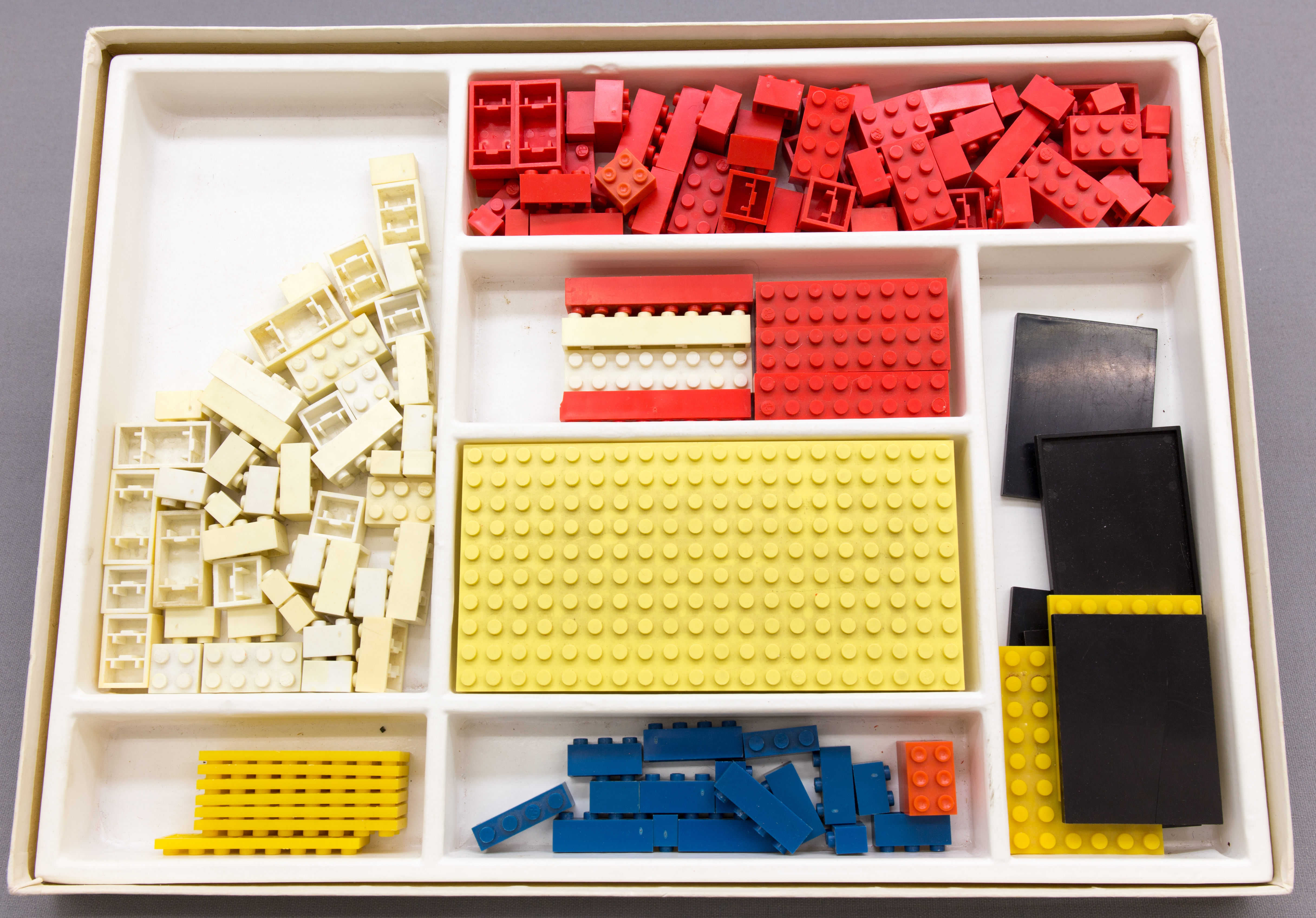
Klocki z kolekcji Museum Europäischer Kulturen w Berlinie

Klocki – zabawka dziecięca w formie zestawu różnokolorowych wielościanów, wykonana zazwyczaj z tworzywa sztucznego (najczęściej plastiku) bądź drewna. Głównym zadaniem klocków jest budowanie zdolności przestrzennych i kreatywnych dziecka: poprawiają chwytliwość dłoni, budzą kreatywność i poruszają wyobraźnię.
Popularną odmianą klocków są np. klocki Lego i Cobi, służące do wielokrotnej zabawy (możliwość powtórnego składania i rozkładania budowli w różnych kombinacjach). Konstrukcyjne możliwości klocków zwiększają się z każdym kolejnym rokiem, a producenci tworzą różne opcje ich łączenia: przez nakładanie klocków jeden na drugi, sczepianie ich ze sobą, zahaczanie i łączenie na magnes(Geomag).